# Meconopsis oliveriana
Meconopsis oliveriana là một loài thực vật có hoa trong họ Anh túc. Loài này được Franch. & Prain ex Prain mô tả khoa học đầu tiên năm 1896.